# Tres Dias (album)
Tres Dias est le sixième album du desert rocker Brant Bjork. Il a été enregistré à Joshua Tree, Californie aux États-Unis, avant Noël de l'année 2006. L'album comporte 8 pistes, certaines chansons étant nouvelles, d'autres d'anciens enregistrements. Il s'agit avant tout d'un opus acoustique, ce qui en rend différent son aspect sonore, néanmoins pas moins bon que les autres. Il faut préciser que l'album a été enregistré en seulement trois jours en compagnie de Tony Mason.
« Certains jours, je vais simplement m'asseoir à l'extérieur sous le soleil avec ma guitare pour me chanter mes chansons à moi-même. Ça me détend. Cela me rappelle aussi ce dont mes chansons parlent. ... Quand je suis rentré dans le désert en Octobre dernier, je suis parti chez Tony ... On a enregistré une bande. Il a fallu seulement trois jours pour faire ce disque ... nous l'avons donc naturellement appelé Tres Dias. » Brant Bjork

## Liste des pistes
1. "Too Many Chiefs" - 4:34
2. "Love Is Revolution" - 4:28
3. "Chinarosa" - 4:04
4. "The Native Tongue" - 4:29
5. "Video" - 3:34
6. "Right Time" - 3:46
7. "The Messengers" - 4:32
8. "The Knight Surrenders Today" - 3:07

## Crédits
- Produit, enregistré et mixé par Tony Mason aux Back of the Moon Studios, Joshua Tree, Californie.
- All songs by Brant Bjork 2007 Dune Boogie Tunez BMI
- Art by Bunker/Bjork